# Тунгры
Тунгры (лат. Tungri) — германское племя, входившее в группу так называемых левобережных германцев (Germani cisrhenani) и жившее по Маасу от нынешнего Люттиха до Маастрихта с центром в Тонгерене.
Тунгры перешли на левый берег Рейна, по-видимому, задолго до завоевания римлянами Галлии, а впоследствии заняли территорию галльского племени эбуронов, уничтоженного карательной экспедицией Цезаря в 53 г. до н. э. 
Тунгры могут быть связаны с самим названием «германцы», потому что Тацит, передавая старинное предание, говорит, что «слово – Германия новое и недавно вошедшее в обиход, ибо те, кто первыми переправились через Рейн и прогнали галлов, ныне известные под именем тунгров, тогда назывались германцами. Таким образом, наименование племени постепенно возобладало и распространилось на весь народ; вначале все из страха обозначали его по имени победителей, а затем, после того как это название укоренилось, он и сам стал называть себя германцами».
Тунгры участвовали в восстании против римской власти батавов во главе с Цивилисом, и Тацит называет имена их вождей (ex primoribus Tungrorum) – Кампана и Ювенала.
К религии тунгров имеет отношение богиня Виханса, чьё имя обнаружено на посвятительной табличке, найденной в окрестностях Тонгерена. До конца не ясно, скрывается ли под этим именем собственно божество, или это одна из обожествлённых дев-прорицательниц, которые «в силу древнего германского обычая», оказывали огромное влияние на жизнь германцев и иногда, пишет Тацит, признавались богинями.
Роль женщин в местной жизни хорошо выражают слова представителей племён, которые приписывает им Тацит, когда те решили прекратить сопротивление: «если уж выбирать властителей, то почётнее терпеть господство римских государей (principes Romanorum), чем германских женщин». 
Позднее тунгры служили в преторианской гвардии в Риме.
Тунгров дважды упоминает Плиний Старший.